# Simon Wood
Pour les articles homonymes, voir Wood.
Simon Wood, né en 1968, est un écrivain britannique, auteur de roman policier.

## Biographie
En 1998, Simon Wood émigre aux États-Unis. il écrit de nombreuses nouvelles dont, en 2007, My Father’s Secret pour lequel il est lauréat du prix Anthony 2007 de la meilleure nouvelle.

## Œuvre

### Romans signés Simon Wood

#### SérieFleetwood and Sheils
- Paying the Piper (2007)
- Saving Grace (2018)

#### SérieAidy Westlake
- Did Not Finish (2011)
- Hot Seat (2012)

#### Autres romans
- Accidents Waiting to Happen (2002)
- We All Fall Down (2007)
- Terminated (2010)
- The Fall Guy (2010)
- Lowlifes (2010) (coécrit avec Robert Pratten)
- No Show (2013)
- The One That Got Away (2015) Publié en français sous le titre L’Évadée, City poche, 2017  (ISBN 978-2-8246-1111-2)
- Deceptive Practices (2016)

### Novellas
- Father Figure (2016)
- Tenths of a Second (2016)
- The Hooker (2016) Publié en français sous le titre La Pute, Kindle Edition, 2017
- Protecting the Innocent (2018)

### Recueils de nouvelles
- Dragged into Darkness (2003)
- Working Stiffs (2006)
- Lowlifes (2011) Publié en français sous le titre Malfrats, Kindle Edition, 2017
- The Frame Maker and Pathfinder (2014)
- Crestfallen (2014)

### Romans signés Simon Janus
- The Scrubs (2008)
- Road Rash (2014) Publié en français sous le titre Pourriture, Kindle Edition, 2016

## Prix et distinctions

### Prix
- Prix Anthony 2007 de la meilleure nouvelle pour My Father’s Secret[1]

### Nomination
- Prix Dagger de la meilleure nouvelle 2010 pour Protecting the Innocent[2]